# Macchina di Wimshurst
La macchina di Wimshurst è un generatore elettrostatico per generare alte tensioni, sviluppato nel 1882 dall'inventore britannico James Wimshurst. Ha un aspetto caratteristico con due grandi dischi controrotanti montati su un piano verticale, due barre incrociate con spazzole metalliche e uno spinterometro formato da due sfere metalliche.

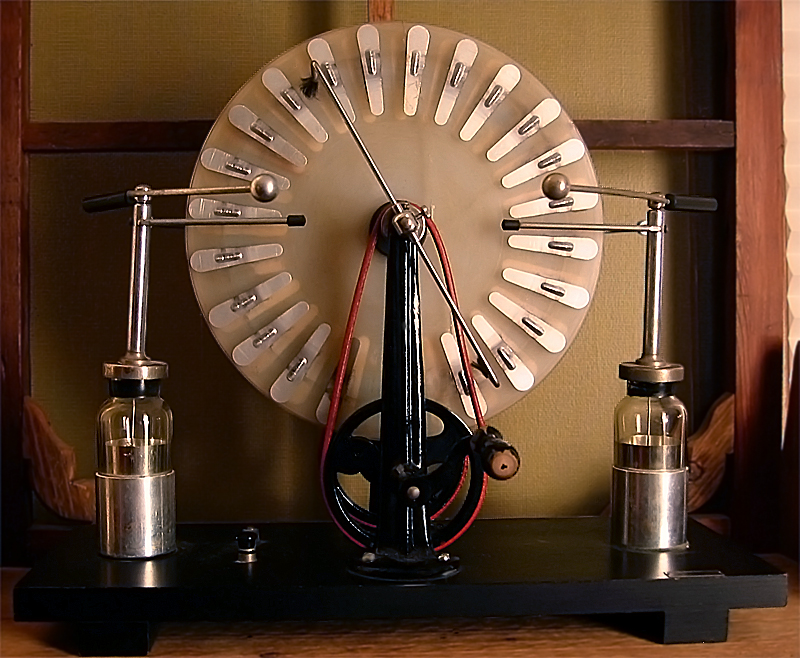
Macchina di Wimshurst con due bottiglie di Leida

## Descrizione
La macchina di Wimshurst appartiene alla classe dei generatori elettrostatici detti a induzione. In essa i due dischi isolati e i loro settori metallici ruotano in direzioni opposte passando le barre neutralizzanti metalliche incrociate e le loro spazzole. Uno squilibrio di cariche viene indotto, amplificato e raccolto da due paia di pettini metallici con punti posti vicino alle superfici di ciascun disco. Questi collettori sono montati su supporti isolanti e collegati ai terminali di uscita. Il feedback positivo aumenta le cariche accumulate in modo esponenziale fino a quando non viene raggiunta la tensione di rottura dielettrica dell'aria e una scarica elettrica passa attraverso lo spazio.
La macchina funzionerà in modo soddisfacente in un'atmosfera secca. Richiede energia meccanica per far girare i dischi contro il campo elettrico, ed è questa energia che la macchina converte nell'energia elettrica della scarica. L'uscita di stato stazionario della macchina di Wimshurst è una corrente continua proporzionale all'area coperta dal settore metallico, alla velocità di rotazione e a una funzione della distribuzione della carica iniziale. L'isolamento e le dimensioni della macchina determinano la massima tensione di uscita raggiungibile. L'energia della scarica accumulata può essere aumentata aggiungendo un paio di bottiglie di Leida, un tipo di condensatore adatto per alte tensioni, con le piastre interne delle bottiglie collegate indipendentemente a ciascuno dei terminali di uscita e le piastre esterne delle bottiglie interconnesse.

## Funzionamento
I due dischi isolanti controrotanti sono installati su una serie di settori metallici. La macchina è dotata di quattro piccole spazzole con messa a terra (due per lato macchina su alberi conduttori posti a 90° tra loro), più una coppia di pettini per la raccolta della carica. Gli alberi conduttori, che trattengono le spazzole, formano una "X", se visti attraverso i dischi isolanti, in quanto perpendicolari tra loro. I pettini di raccolta della carica sono montati lungo l'orizzontale e sono ugualmente a contatto con i bordi esterni di entrambi i dischi anteriori e posteriori. I pettini di raccolta su ciascun lato sono collegati alle rispettive bottiglie di Leida.

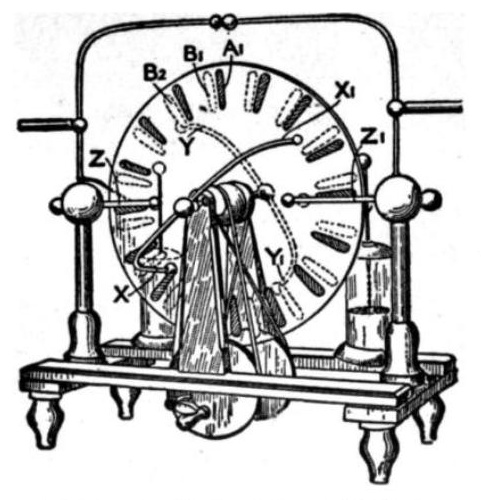
Rappresentazione schematica della struttura della macchina di Wimshurst

Schema del funzionamento della macchina di Wimshurst

Qualsiasi piccola carica su uno dei due dischi è sufficiente per avviare il processo di ricarica. Partendo, per supposizione, dal disco posteriore (catena inferiore [A]) contenente una carica positiva (rossa) e ruotante, ad esempio, in senso antiorario (da destra verso sinistra), quando il settore caricato (quadratino rosso in movimento) ruota in corrispondenza della spazzola ([Y], punta della freccia in basso) accanto al disco anteriore (catena superiore [B] vicino al centro), induce una polarizzazione della carica sull'albero conduttore ([Y-Y1] linea nera orizzontale superiore) che tiene il pennello, attirando la carica negativa (verde) sul lato vicino (il quadrato superiore [Y] diventa verde), in modo che la carica positiva (rossa) si accumuli sul lato lontano (attraverso il disco, 180° di distanza) (il quadrato superiore [Y1] diventa rosso). Le cariche polarizzate dell'albero si attaccano ai settori più vicini sul disco B, determinando una carica negativa su B [Y] più vicina alla carica positiva iniziale su A e una carica positiva sul lato opposto di B [Y1]. Dopo un'ulteriore rotazione di 45° ([Z] vicino al centro della catena inferiore), la carica positiva (rossa) su A (catena inferiore) viene respinta da una carica positiva (rossa) sull'avvicinamento di B (catena superiore [Z]). Il primo pettine di raccolta ([Z] linee a punta di freccia a triangoli) incontrato consente ad entrambe le cariche positive (rosse) di lasciare i settori neutri (i quadrati diventano neri) e di accumularsi nell'anodo (triangolo rosso) della bottiglia di Leida, attratti dal catodo (triangolo verde) della bottiglia di Leida. La carica completa il ciclo attraverso i dischi quando una scarica (zigzag giallo) "svuota" le bottiglie di Leida.
Quando B ruota di 90° in senso orario (da sinistra verso destra), le cariche che sono state indotte su di esso si allineano con le spazzole accanto al disco A [X, X1]. Le cariche su B inducono la polarizzazione opposta dell'asta delle spazzole A e la polarizzazione dell'asta viene trasferita al suo disco. Il disco B continua a ruotare e le sue cariche vengono accumulate dai pettini di raccolta della carica più vicini. Il disco A ruota di 90° in modo che le sue cariche siano allineate con la spazzola del disco B [Y, Y1], dove viene indotta una polarizzazione di carica opposta sull'albero conduttore B e sui settori più vicini di B. Il processo si ripete ciclicamente: ogni polarizzazione di carica su A induce una polarizzazione di carica su B, che a sua volta induce una polarizzazione di carica su A, e così via.